# 志田有彩
志田 有彩（しだ ありさ、10月3日 - ）は、日本の女性声優。大沢事務所所属。神奈川県出身。

## 来歴
アクセント付属養成所シャイン9期生。2018年12月31日までアクセントに所属していた。2019年1月1日から大沢事務所所属。

## 人物
趣味は映画鑑賞、CM鑑賞、ケーキ屋さん巡り、スポーツ観戦。特技は声楽、ピアノ、バドミントン、ラテアート。

## 出演
太字はメインキャラクター。

### テレビアニメ
2011年
- マケン姫っ!（2011年 - 2014年、女子生徒、幼いタケル） - 2シリーズ

2014年
- 牙狼〈GARO〉-炎の刻印-（子供）
- 遊☆戯☆王ARC-V（2014年 - 2016年、幼い頃の遊矢、幼い頃のユーゴ）

2015年
- ダイヤのA（女子生徒）
- NARUTO -ナルト- 疾風伝（2015年 - 2016年、アメノ、大筒木インドラ〈少年時代〉）
- ベイビーステップ（女生徒）

2017年
- リトルウィッチアカデミア（アマンダ・オニール）
- フューチャーカード バディファイトX（2017年 - 2018年、ケイセツ）
- つうかあ（片倉まお）

2019年
- 賢者の孫（トール＝フォン＝フレーゲル）
- オトッペ（ハナビート）
- 叛逆性ミリオンアーサー（変装アーサー）
- 群青のマグメル（男の子）

2020年
- BNA ビー・エヌ・エー（リサ）
- 憂国のモリアーティ（女主人）

2023年
- ポケットモンスター（2023年 - 2025年、コニア、オリーニョ、パルデアウパー、ヒトモシ、チャーレム、ブースター）

2024年
- ダンジョン飯（ヒエン）

2025年
- 謎解きはディナーのあとで（桐生院綾華）
- ガチアクタ（荒らし屋の女）

### 劇場アニメ
2010年代
- 劇場版 TIGER & BUNNY -The Beginning-（2012年、乗客）
- 劇場版 BLOOD-C The Last Dark（2012年、女子生徒）
- THE LAST -NARUTO THE MOVIE-（2014年、天文方）
- リトルウィッチアカデミア 魔法仕掛けのパレード（2015年、アマンダ・オニール）

2020年代
- 劇場版オトッペ パパ・ドント・クライ（2021年、ハナビート）

### Webアニメ
- 鬼武者（2023年、吉岡お宮）

### ゲーム
2012年
- アーマード・コアV（コンピュータボイス タイプ2）
- タイムトラベラーズ

2013年
- TIGER & BUNNY 〜HERO'S DAY〜（ジャッド・コネリー）

2015年
- バトルフィールド ハードライン（カイ・ミン・ダオ）

2016年
- コール オブ デューティ インフィニット・ウォーフェア（ノラ・ソルター少佐）

2017年
- リトルウィッチアカデミア シリーズ（2017年 - 2020年、アマンダ・オニール） - 2作品

2018年
- クイズRPG 魔法使いと黒猫のウィズ（フリーダ）
- Rainbow six siege（フィンカ）

2019年
- Dusk Diver シリーズ（2019年 - 2022年、店長） - 2作品

2020年
- The Last of Us Part II（女の民兵）

2021年
- バディミッション BOND（少年モクマ、ネラーエ・トクダ）

2025年
- プロミス・マスコットエージェンシー（コフ～ン）

### 吹き替え

#### 担当女優
アニャ・テイラー＝ジョイ
- ザ・スーパーマリオブラザーズ・ムービー（2022年、ピーチ姫）
- スプリット（ケイシー・クック）
  - ミスター・ガラス

- ニュー・ミュータント（2021年、イリアナ・ラスプーチン / マジック）※Disney+版
- バリー（シャーロット・ボーマン）
- ピーキー・ブラインダーズ（2019年-、ジーナ・グレイ）

アレクサンドラ・シップ
- X-MENシリーズ（オロロ・マンロー / ストーム）
  - X-MEN:アポカリプス
  - X-MEN:ダーク・フェニックス

- エンド・オブ・ハイスクール（アメリア）
- 最高に素晴らしいこと（ケイト）
- シャフト（サーシャ）
- ベラのワンダフル・ホーム（オリヴィア）
- Love, サイモン 17歳の告白（アビー・スーソ）

ゾーイ・クラヴィッツ
- X-MEN:ファースト・ジェネレーション（エンジェル・サルバドール / エンジェル）
- ダイバージェントシリーズ（クリスティーナ）
  - ダイバージェント
  - ダイバージェントNEO
  - ダイバージェントFINAL

#### 映画
2010年
- コネクテッド

2011年
- エンジェル ウォーズ（暴れる患者2）
- キャプテン・アメリカ/ザ・ファースト・アベンジャー（女性客）
- ミッション:インポッシブル/ゴースト・プロトコル（ジュリアの連れ）

2012年
- アベンジャーズ（シールド女性）
- ダーク・シャドウ（コート係）
- ダークナイト ライジング（メイド1）
- センター・オブ・ジ・アース2 神秘の島（子供1）
- 世界侵略: ロサンゼルス決戦

2013年
- グレッグのダメ日記3
- コードネーム:ジャッカル（ポン・ミンジョン〈ソン・ジヒョ〉）
- スター・トレック イントゥ・ダークネス（キンバリー）
- ディクテーター 身元不明でニューヨーク（ミーガン・フォックス）
- トガニ 幼き瞳の告発（手話通訳士、自動音声、奨学官、聴覚障害者）
- ボディ・ハント（エリッサ・キャシディ〈ジェニファー・ローレンス〉）
- ムーンライズ・キングダム
- マン・オブ・スティール（キロア）
- REDリターンズ（受付係1）
- ワイルド・スピード EURO MISSION

2014年
- エクスペンダブル・レディズ（キャット・モーガン〈クリスタナ・ローケン〉）
- グリフィン家のウエディングノート（メリッサ・“ミッシー”・オコナー〈アマンダ・サイフリッド〉）
- ゲーム・チェンジ 大統領選を駆け抜けた女
- パラノーマル・アクティビティ/呪いの印（マリソル〈ガブリエル・ウォルシュ〉）
- 複製された男（メアリー〈メラニー・ロラン〉）

2015年
- キャビン（ジュールス・ローデン〈アンナ・ハッチソン〉）
- 刺さった男（ルイサ〈サルマ・ハエック〉）
- ドラゴンハート 最後の闘い（ローニュ〈タンジン・マーチャント〉）
- バトル・オブ・バルジ（マザー・メアリー）
- バトルフロント（シェリル・モット〈ウィノナ・ライダー〉）
- ホームラン 人生の再試合（エマ〈ドリアン・ブラウン〉）
- マジック・イン・ムーンライト（ソフィ・ベイカー〈エマ・ストーン〉）
- マッド・ナース（ベティ・ワトソン看護師長〈キャスリーン・ターナー〉）

2016年
- X-コンタクト（セイディ〈カミール・バルサモ〉）
- 恋の1回半ひねり（キャリ〈ニッキー・スーフー〉）
- 死霊高校（キャシディ〈キャシディ・ギフォード〉）
- ワン チャンス（アレッサンドラ〈ヴァレリア・ビレロ〉）
- ヘラクレス（メガラー〈イリーナ・シェイク〉）
- スーサイド・スクワッド（タツ・ヤマシロ / カタナ〈福原かれん〉）

2017年
- アメリカン・レポーター（ターニャ〈マーゴット・ロビー〉）
- エイリアン: コヴェナント（カリン・オラム〈カルメン・イジョゴ〉）
- ブレードランナー 2049（ラヴ〈シルヴィア・フークス〉）
- マッキー（ビンドゥ〈サマンタ・ルス・プラブ〉）
- 教授のおかしな妄想殺人（ジル・ポラード〈エマ・ストーン〉）
- クレイジー・ドライブ（キャンディス〈ブルックリン・デッカー〉）
- フロム・ダスク・ティル・ドーン（ケイト・フラー〈ジュリエット・ルイス〉）※Netflix版
- 54 フィフティ★フォー（アニタ・ランダッツォ〈サルマ・ハエック〉）※Netflix版
- WE ARE YOUR FRIENDS ウィー・アー・ユア・フレンズ（ソフィー〈エミリー・ラタコウスキー〉）
- ステップ・アップ5: アルティメット（ジェニー・キド〈甲田真理〉）
- ソーシャル・キラー 金曜日のネットストーカー（ナビラ〈コートニー・レイキン〉）
- ディープブルー・ライジング（トレイシー〈ジーナ・パーカー〉）

2018年
- 悪女/AKUJO（スクヒ〈キム・オクビン〉）
- クリスマス・プリンス: ロイヤル・ウェディング（イヴァナ〈カタリーナ・キャス〉）

2019年
- 蜘蛛の巣を払う女（カミラ・サランデル〈シルヴィア・フークス〉）
- ザ・ランドロマット -パナマ文書流出-（アラン〈ジェシカ・アラン〉）
- RAW 少女のめざめ（アレックス〈エラ・ルンプフ〉）
- パーフェクション（リジー〈ローガン・ブラウニング〉）
- 6アンダーグラウンド（トゥー〈メラニー・ロラン〉）

2020年
- ANNA/アナ（アナ〈サッシャ・ルス〉）　
- クリスマスドロップ作戦 〜南の島に降る奇跡〜（エリカ〈カット・グレアム〉）
- レディ・オア・ノット（グレース〈サマラ・ウィーヴィング〉）

2021年
- 愛の行方（スティービー〈ユーサ・ウォン＝ロイ＝シン〉）
- SAS: 反逆のブラックスワン（グレース・ルイス〈ルビー・ローズ〉）
- ヒーズ・オール・ザット（オールデン〈マディソン・ペティス〉）
- シャザム!（女警官）※劇場公開版

2022年
- ウェディング・シーズン（プリヤ〈アリアナ・アフサル〉）
- リスペクト（アレサ・フランクリン〈ジェニファー・ハドソン〉）
- ベスト・フレンズ・エクソシズム（マーガレット〈レイチェル・オゲチ・カヌ〉）

2023年
- カレとカノジョの確率（ナレーター（〈ジャミーラ・ジャミル〉）
- サウザンド・アンド・ワン（アイネス〈テヤナ・テイラー〉）
- ディープブレス: 呼吸、深く（アレッシア・ゼッキーニ〈本人〉）

2024年
- サンディ・ウェクスラー（コートニー〈ジェニファー・ハドソン〉）
- ジェントルマン（キム・ファジン〈チェ・ソンウン〉）

2025年
- サイレント・ツインズ（ジューン・ギボンズ〈レティーシャ・ライト〉）
- タイラー・ペリーのデュプリシティ 嘘と裏切り（マーリー〈カット・グレアム〉）
- カージャッカーズ（ノラ〈ゾエ・マルシャル〉）

#### ドラマ
2007年
- ギルモア・ガールズ
- チャームド 〜魔女3姉妹〜 シーズン8（ビリー・ジェンキンズ〈ケイリー・クオコ〉）

2010年
- ARROW/アロー（ナイッサ・アル・グール〈カトリーナ・ロー〉）
- NCIS:LA 〜極秘潜入捜査班
- NCIS: ニューオーリンズ シーズン1 #4（ティルダ〈ドーラ・マディソン〉）
- カリフォルニケーション（デイジー）
- キャッスル 〜ミステリー作家は事件がお好き（ロミー〈ジェイミー・チャン〉）
- ゴシップガール シーズン2（セレステ）
- CSI:9 科学捜査班
- スパルタカス（ミラ）
- 爆音家族（イジー〈ケイトリン・テイラー・ラブ〉）
- ライ・トゥ・ミー 嘘は真実を語る（ハイディ）

2011年
- CSI:ニューヨーク7
- CSI:マイアミ9
- 続ハリーズ・ロー 裏通り法律事務所
- NIKITA / ニキータ
- ホワイトカラー

2012年
- 救命医ハンク3 セレブ診療ファイル
- 恋するメゾン。〜Rainbow Rose〜
- 新チャーリーズ・エンジェル
- ナイトライダーNEXT（ゾーイ・チェ〈スミス・チョー〉）
- PERSON of INTEREST 犯罪予知ユニット（マリー）
- 光と影（カン・ミョンヒ〈シン・ダウン〉）
- ビクトリアス
- プリティ・リトル・ライアーズ
- ボディ・オブ・プルーフ2 死体の証言（ダニー・アルバレス〈ナタリー・ケリー〉）
- ホワイトチャペル3 終わりなき殺意

2013年
- エレメンタリー ホームズ&ワトソン in NY
- GRIMM/グリム（アダリンド・シェイド〈クレア・コフィー/Claire Coffee〉）
- ゲーム・オブ・スローンズ（エラリア・サンド〈インディラ・ヴァルマ〉）
- 太陽を抱く月
- ナース・ジャッキー4
- ノーリミット（マリー〈ヴァネッサ・ギード〉）
- VEGAS/ベガス（ミア・リゾ〈サラ・ジョーンズ〉）

2014年
- CSI:14 科学捜査班 #5（ダーシー・ブレインゲーム・オブ・スローンズ〈ベサニー・ジョイ・レンツ〉）
- マンハッタンに恋をして 〜キャリーの日記〜（ドナ・ラドンナ〈クロエ・ブリッジス〉）

2015年
- GOTHAM/ゴッサム（レニー・モントーヤ〈ビクトリア・カルタヘナ〉）
- HAWAII FIVE-0（Dr.ミンディ・ショー〈アマンダ・セットン/Amanda Setton〉）

2016年
- いつだってベストフレンド（チェット・マーカス〈ベンジャミン・コール・ロイヤー〉、ブレット・マーカス〈マシュー・ルイス・ロイヤー〉）
- ユーリカ シーズン4

2013年
- グレイズ・アナトミー 恋の解剖学（ステファニー〈ジェリカ・ヒントン〉）

2016年
- The OA（バック・ブー〈イアン・アレクサンダー〉）

2017年
- 女王ヴィクトリア 愛に生きる（スケレット〈ネル・ハドソン〉）
- 太陽の末裔（カン・モヨン〈ソン・ヘギョ〉）
- ブラック・ミラー シーズン4 #6（ニッシュ〈レティーシャ・ライト〉）

2018年
- イニョン王妃の男（チョ・スギョン〈カ・ドゥッキ〉）
- 恋愛後遺症（イーヴィー〈アントニア・トーマス〉）
- バッド・ブラッド 憎しみのマフィア シーズン2（テレーサ）
- marvel Runaways（岡野りりか〈ニコ・ミノル〉）

2019年
- インスティンクト -異常犯罪捜査-（マヤ・バドゥーリ〈レシュマ・シェティ〉）
- トロイ伝説: ある都市の陥落（ヘレン〈ベラ・デイン〉）
- マンダロリアン（ボ＝カターン・クライズ 〈ケイティー・サッコフ〉）

2020年
- オクトーバー・ファクション（ビブ・アレン〈オーロラ・バーグハート〉）
- ラヴクラフトカントリー 恐怖の旅路（レティーシャ・ルイス〈ジャーニー・スモレット＝ベル〉）
- ボーイフレンド（スヒョン〈ソン・ヘギョ〉）

2021年
- ファルコン&ウィンター・ソルジャー（サラ・ウィルソン〈アデペロ・オデュイエ〉）
- REIGN/クイーン・メアリー（ケナ〈ケイトリン・ステイシー〉）
- レボリューション（ノーラ・クレイトン〈ダニエラ・アロンソ〉）
- ワンス・アポン・ア・タイム（赤ずきん / ルビー〈ミーガン・オリー〉）

2022年
- 未成年裁判（シム・ウンソク〈キム・ヘス〉）
- ザ・ルーキー 40歳の新米ポリス!?（ルーシー・チェン〈メリッサ・オニール〉）
- ザ・グローリー 〜輝かしき復讐〜（ムン・ドンウン〈ソン・ヘギョ〉）

2023年
- セックス・エデュケーション シーズン4（アビー〈アンソニー・レシャ〉）

2024年
- レッド・クイーン（アントニア・スコット〈ビッキー・ルエンゴ〉）
- ジェントルメン（スージー〈カヤ・スコデラリオ〉）
- 寄生獣 -ザ・グレイ-（チョン・スイン / ハイジ〈チョン・ソニ〉）
- ザ・ルーキー: FEDS FBI新米捜査官ファイル #2（ルーシー・チェン〈メリッサ・オニール〉）

2025年
- レッド・アイ/陰謀のフライト（ハナ・リー〈ジン・ルージ〉）
- エスクワイア: 弁護士を夢見る弁護士たち（ホ・ミンジョン〈チョン・ヘビン〉）

#### テレビ番組
- アイアン・シェフ: レジェンドへの道（クリステン・キッシュ）
- プロジェクト・ランウェイ6（タニーシャ）
- モデルズ・オブ・ザ・ランウェイ（タニーシャ）

#### アニメ
- アルティメット・アベンジャーズ（ワスプ / ジャネット・ヴァン・ダイン）
- アルティメット・スパイダーマンシリーズ （エヴァ・アヤラ / ホワイトタイガー）
  - アルティメット・スパイダーマン ウェブ・ウォーリアーズ
  - アルティメット・スパイダーマン VS シニスター・シックス
- オズ めざせ! エメラルドの国へ（グリンダ[49]）
- スクルージ:クリスマス・キャロル
- スター・ウォーズ/クローン・ウォーズ（MF-80、ボ＝カターン・クライズ）
- スター・ウォーズ 反乱者たち（ボ＝カターン・クライズ）
- アドベンチャー・ウィズ・スーパーマン（ロイス・レーン[50]）
- ナノ・インベーダーズ（ジェフ、スノウ）
- ミュータント・タートルズ（エイプリル[51]）

### ナレーション
- おNEWの細道プラス（中央区江東区ケーブルTV）
- BS世界のドキュメンタリー「ブチャに春来たらば-戦禍の町の再出発-」（2023年2月16日、NHK BS1）

### 舞台
- オムニバス パラディーゾ第1回公演 BLOOM
- パラレルスリップ 夏の短夜にパラレルスリップ

## ディスコグラフィ

### キャラクターソング
| 発売日        | 商品名                      | 歌                                                             | 楽曲                 | 備考                           |
| ------------- | --------------------------- | -------------------------------------------------------------- | -------------------- | ------------------------------ |
| 2018年4月25日 | つうかあ BD・DVD第3巻特典CD | Void_Chords feat. 片倉まお（志田有彩）、井関ひとみ（高垣彩陽） | 「Feel your breath」 | テレビアニメ『つうかあ』関連曲 |

### シリーズ一覧
1. ↑  第1期（2011年）、第2期『通』（2014年）
2. ↑  『時の魔法と七不思議』（2017年）、『VR ほうき星に願いを』[14]（2020年）
3. ↑  『酉閃町』（2019年）、『2 崑崙靈動』[17]（2022年）

### 初出話一覧
1. ↑  第14話初出
2. ↑  第1話初出
3. ↑  第5話初出